# Lithopolis
Lithopolis est un village situé dans les comtés de Fairfield et de Franklin, dans l’État de l’Ohio. Lors du recensement de 2010, sa population s’élevait à 1 106 habitants. Sa superficie totale est de 5,23 km2.

## Source
- (en) Cet article est partiellement ou en totalité issu de l’article de Wikipédia en anglais intitulé « Lithopolis, Ohio » (voir la liste des auteurs).